# Michael Johann von Althann
Michael Johann von Althann, noto anche come Johann III Michael von Althann (Joslowitz, 8 ottobre 1679 – Vienna, 26 marzo 1727), è stato un nobile e politico austriaco.

## Biografia
Johann Michael era membro della nobile famiglia Althann, figlio di Michael Johann von Althann e di sua moglie, la principessa Maria Teresa del Liechtenstein.
Inserito a corte, divenne ciambellano imperiale, consigliere privato e infine, dal 1716 al 1722, Oberststallmeister per conto dell'imperatore Carlo VI del Sacro Romano Impero. Sebbene a corte avesse avuto posizioni non di alto rilievo, la sua figura risultò particolarmente significativa ed ebbe una notevole influenza come favorito dell'imperatore.
Nel 1703 accompagnò Carlo VI, ancora arciduca ereditario, sul campo durante la guerra di successione spagnola ed anche alla corte spagnola riuscì ad esercitare una certa influenza, pur essendo a detta dei contemporanei privo di particolari doti politiche o diplomatiche. Althann divenne in breve tempo uno dei leader del cosiddetto "Partito spagnolo" che intendeva ricreare sotto Carlo VI quello che fu l'impero raggiunto da Carlo V, riunendo quindi la corona spagnola a quella austriaca. Fu uno di coloro che contribuirono alla rottura temporanea dei rapporti tra l'imperatore ed uno dei suoi migliori generali, il feldmaresciallo Eugenio di Savoia. Althann continuò ad avere influenza anche alla corte di Vienna sino alla sua morte, ad esempio nella selezione delle cariche da assegnare come pure nel sistema di mecenatismo della corte viennese.
Affidò la costruzione del nuovo castello di Vranov all'architetto austriaco Johann Bernhard Fischer von Erlach. Sua moglie utilizzò l'influenza del marito per promuovere alla corte austriaca diversi artisti italiani e l'operato di storici come Bernhard Paz e Gottfried Bessel.
Il fatto che l'imperatore Carlo in persona si fosse assunto l'onere della tutela dei figli dell'Althann dopo la sua morte, venne giudicato un chiaro sintomo della vicinanza del sovrano al defunto conte.

## Matrimonio e figli
Il 12 febbraio 1709 a Barcellona, Michael Johann sposò Maria Anna Josepha von Althann. Dal matrimonio nacquero sei figli:
- Michael Johann (5 aprile 1710-16 dicembre 1778), cavaliere dell'Ordine del Toson d'Oro, sposò nel 1733 la contessa Agnes Maria Friederike von Promnitz (12 dicembre 1712 - 30 ottobre 1739), nel 1740 la contessa Maria Josefa Kinsky von Wchynitz und Tettau (14 ottobre 1724 - 11 agosto 1754), nel 1754 la baronessa Maria Josefa von Barwitz von Fernemont (4 giugno 1725 - 21 settembre 1758), nel 1758 la contessa Maria Christina Juliana von und zu Wildenstein (22 aprile 1727 - 30 gennaio 1794)
- Michael Karl Borromeus (15 aprile 1714 - 1745)
- Michael Anton Ignaz (3 luglio 1716-1 aprile 1774), generale di cavalleria
- Maria Teresa (19 ottobre 1711 - 9 febbraio 1759), sposò nel 1728 il conte Leopold Maximilian von Dietrichstein (8 gennaio 1706 - 11 marzo 1780)
- Maria Anna Sidonia (11 maggio 1715 - 4 ottobre 1790), sposò nel 1733 il conte Nicola Palffy (4 settembre 1710 - 6 febbraio 1773)
- Maria Anna Josepha (*/† 1718)

## Albero genealogico
|                                         |                             |                                               | Genitori                                  |  |  | Nonni |  |  | Bisnonni                  |  |  | Trisnonni             |  |
|                                         |                             |                                               |                                           |  |  |       |  |  | Michael Adolf von Althann |  |  | Christoph von Althann |  |
|                                         |                             |                                               |                                           |  |  |       |  |  | Michael Adolf von Althann |  |  | Christoph von Althann |  |
|                                         |                             | Elizabeth Teuffel von Gundersdorf             |                                           |  |  |       |  |  | Michael Adolf von Althann |  |  |                       |  |
| Michael Johann von Althann              |                             |                                               |                                           |  |  |       |  |  | Michael Adolf von Althann |  |  |                       |  |
|                                         |                             | Elizabeth von Stotzingen                      | …                                         |  |  |       |  |  |                           |  |  |                       |  |
|                                         |                             | Elizabeth von Stotzingen                      | …                                         |  |  |       |  |  |                           |  |  |                       |  |
|                                         |                             | Elizabeth von Stotzingen                      | …                                         |  |  |       |  |  |                           |  |  |                       |  |
| Michael Johann von Althann              |                             | Elizabeth von Stotzingen                      |                                           |  |  |       |  |  |                           |  |  |                       |  |
|                                         |                             | Johann von Stotzingen                         | ?                                         |  |  |       |  |  |                           |  |  |                       |  |
|                                         |                             | Johann von Stotzingen                         | ?                                         |  |  |       |  |  |                           |  |  |                       |  |
|                                         |                             | Johann von Stotzingen                         | ?                                         |  |  |       |  |  |                           |  |  |                       |  |
| Rudolf Ruprecht von Stotzingen          |                             | Johann von Stotzingen                         |                                           |  |  |       |  |  |                           |  |  |                       |  |
|                                         |                             | Veronika von Freyberg                         | …                                         |  |  |       |  |  |                           |  |  |                       |  |
|                                         |                             | Veronika von Freyberg                         | …                                         |  |  |       |  |  |                           |  |  |                       |  |
|                                         |                             | Veronika von Freyberg                         | …                                         |  |  |       |  |  |                           |  |  |                       |  |
| Michael Johann von Althann              |                             | Veronika von Freyberg                         |                                           |  |  |       |  |  |                           |  |  |                       |  |
|                                         | Gundacaro del Liechtenstein | Hartmann II del Liechtenstein                 |                                           |  |  |       |  |  |                           |  |  |                       |  |
|                                         | Gundacaro del Liechtenstein | Hartmann II del Liechtenstein                 |                                           |  |  |       |  |  |                           |  |  |                       |  |
|                                         | Gundacaro del Liechtenstein | Anna Maria zu Ortenburg                       |                                           |  |  |       |  |  |                           |  |  |                       |  |
| Hartmann III del Liechtenstein          | Gundacaro del Liechtenstein |                                               |                                           |  |  |       |  |  |                           |  |  |                       |  |
|                                         |                             | Agnese della Frisia orientale                 | Enno III della Frisia orientale           |  |  |       |  |  |                           |  |  |                       |  |
|                                         |                             | Agnese della Frisia orientale                 | Enno III della Frisia orientale           |  |  |       |  |  |                           |  |  |                       |  |
|                                         |                             | Agnese della Frisia orientale                 | Walburga di Rietberg                      |  |  |       |  |  |                           |  |  |                       |  |
| Maria Teresa del Liechtenstein          |                             | Agnese della Frisia orientale                 |                                           |  |  |       |  |  |                           |  |  |                       |  |
|                                         |                             | Ernesto Federico di Salm-Reifferscheidt       | Werner di Salm-Reifferscheidt-Dyck        |  |  |       |  |  |                           |  |  |                       |  |
|                                         |                             | Ernesto Federico di Salm-Reifferscheidt       | Werner di Salm-Reifferscheidt-Dyck        |  |  |       |  |  |                           |  |  |                       |  |
|                                         |                             | Ernesto Federico di Salm-Reifferscheidt       | Maria di Limburg-Stirum                   |  |  |       |  |  |                           |  |  |                       |  |
| Sidonia Isabella di Salm-Reifferscheidt |                             | Ernesto Federico di Salm-Reifferscheidt       |                                           |  |  |       |  |  |                           |  |  |                       |  |
|                                         |                             | Maria Orsola di Leiningen-Dagsburg-Falkenburg | Emico XI di Leiningen-Dagsburg-Falkenburg |  |  |       |  |  |                           |  |  |                       |  |
|                                         |                             | Maria Orsola di Leiningen-Dagsburg-Falkenburg | Emico XI di Leiningen-Dagsburg-Falkenburg |  |  |       |  |  |                           |  |  |                       |  |
|                                         |                             | Maria Orsola di Leiningen-Dagsburg-Falkenburg | Orsola di Fleckenstein-Dagstuhl           |  |  |       |  |  |                           |  |  |                       |  |
|                                         |                             | Maria Orsola di Leiningen-Dagsburg-Falkenburg |                                           |  |  |       |  |  |                           |  |  |                       |  |